# 圖努揚
33°34′S 69°1′W / 33.567°S 69.017°W

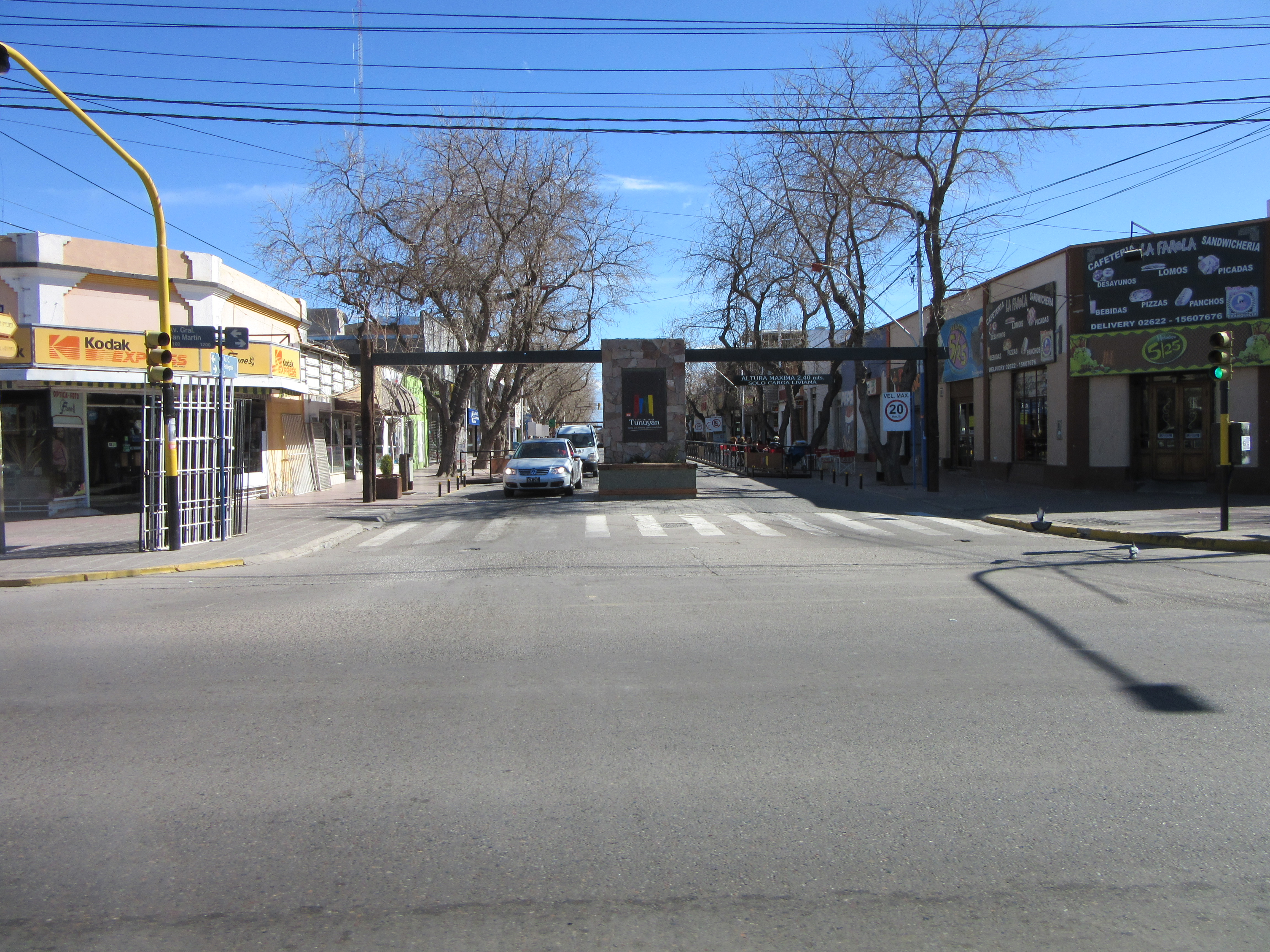
圖努揚

圖努揚（西班牙語：Tunuyán），是阿根廷的城鎮，位於該國西部門多薩省，處於門多薩以南80公里的圖努揚河西岸，是圖努揚縣的首府，始建於1880年11月25日，海拔高度875米，2012年人口312,455。